# Thomasettia seychellana
Thomasettia seychellana is een spinnensoort in de taxonomische indeling van de jachtkrabspinnen (Sparassidae).
Het dier behoort tot het geslacht Thomasettia. De wetenschappelijke naam van de soort werd voor het eerst geldig gepubliceerd in 1911 door Arthur Stanley Hirst.